# All England Open Badminton Championships
All England Open Badminton Championships är en badmintonturnering som spelas i England varje år sedan 1899. Från början var det endast britter som fick vara med och tävla, men 1938 öppnades turneringen för alla.
Sedan 1994 äger turneringen rum i National Indoor Arena i Birmingham.
Innan ett officiellt världsmästerskap infördes 1977 räknades denna turnering som inofficiellt VM och den ses numera som den tredje mest prestigefyllda badmintonturneringen efter OS och VM.

## Historia
Turneringen startade som en reaktion på världens första "öppna" badmintonturnering, som hölls i Guildford 1898 och som blev en succé. Turneringen hölls första gången den 4 april 1899, men då bara i tre klasser: herrdubbel, damdubbel och mixeddubbel. Året efter tillkom herrsingel och damsingel.
Turneringen har bara gjort uppehåll på grund av första och andra världskriget.
Sedan 1984 har turneringen sponsrats av Yonex.

## Spelplatser
- 1899-1901 - HQ London Scottish Regiment Drill Hall, Buckingham Gate, London
- 1902      - Crystal Palace, Sydenham, Kent
- 1903-1909 - London Rifle Brigades City Headquarters, Bunhill Hill, London
- 1910-1939 - The Royal Horticultural Hall, Vincent Square, London
- 1947-1949 - Haringay Arena, London
- 1950-1956 - Empress Hall, Earls Court, London
- 1957-1993 - Wembley Arena, London
- 1994-     - National Indoor Arena, Birmingham

## Segrare

### Herrsingel
- 1899 - Ingen tävlan
- 1900 -  Sydney Smith
- 1901 -  H.W. Davies
- 1902 -  Ralph Watling
- 1903 -  Ralph Watling
- 1904 -  Henry Norman Marrett
- 1905 -  Henry Norman Marrett
- 1906 -  Norman Wood
- 1907 -  Norman Wood
- 1908 -  Henry Norman Marrett
- 1909 -  Frank Chesterton
- 1910 -  Frank Chesterton
- 1911 -  Guy A. Sautter
- 1912 -  Frank Chesterton
- 1913 -  Guy A. Sautter
- 1914 -  Guy A. Sautter
- 1915-1919 - Inställt på grund av första världskriget
- 1920 -  George Alan Thomas
- 1921 -  George Alan Thomas
- 1922 -  George Alan Thomas
- 1923 -  George Alan Thomas
- 1924 -  Gordon "Curly" Mack
- 1925 -  Frank Devlin
- 1926 -  Frank Devlin
- 1927 -  Frank Devlin
- 1928 -  Frank Devlin
- 1929 -  Frank Devlin
- 1930 -  Donald C. Hume
- 1931 -  Frank Devlin
- 1932 -  Ralph Nichols
- 1933 -  Raymond M. White
- 1934 -  Ralph Nichols
- 1935 -  Raymond M. White
- 1936 -  Ralph Nichols
- 1937 -  Ralph Nichols
- 1938 -  Ralph Nichols
- 1939 -  Tage Madsen
- 1940-1946 - Inställt på grund av andra världskriget
- 1947 -  Conny Jepsen
- 1948 -  Jørn Skaarup
- 1949 -  David G. Freeman
- 1950 -  Wong Peng Soon
- 1951 -  Wong Peng Soon
- 1952 -  Wong Peng Soon
- 1953 -  Eddy Choong
- 1954 -  Eddy Choong
- 1955 -  Wong Peng Soon
- 1956 -  Eddy Choong
- 1957 -  Eddy Choong
- 1958 -  Erland Kops
- 1959 -  Tan Joe Hok
- 1960 -  Erland Kops
- 1961 -  Erland Kops
- 1962 -  Erland Kops
- 1963 -  Erland Kops
- 1964 -  Knud Aage Nielsen
- 1965 -  Erland Kops
- 1966 -  Tan Aik Huang
- 1967 -  Erland Kops
- 1968 -  Rudy Hartono
- 1969 -  Rudy Hartono
- 1970 -  Rudy Hartono
- 1971 -  Rudy Hartono
- 1972 -  Rudy Hartono
- 1973 -  Rudy Hartono
- 1974 -  Rudy Hartono
- 1975 -  Svend Pri
- 1976 -  Rudy Hartono
- 1977 -  Flemming Delfs
- 1978 -  Liem Swie King
- 1979 -  Liem Swie King
- 1980 -  Prakash Padukone
- 1981 -  Liem Swie King
- 1982 -  Morten Frost
- 1983 -  Luan Jin
- 1984 -  Morten Frost
- 1985 -  Zhao Jianhua
- 1986 -  Morten Frost
- 1987 -  Morten Frost
- 1988 -  Ib Frederiksen
- 1989 -  Yang Yang
- 1990 -  Zhao Jianhua
- 1991 -  Ardy Wiranata
- 1992 -  Liu Jun
- 1993 -  Hariyanto Arbi
- 1994 -  Hariyanto Arbi
- 1995 -  Poul-Erik Høyer Larsen
- 1996 -  Poul-Erik Høyer Larsen
- 1997 -  Dong Jiong
- 1998 -  Sun Jun
- 1999 -  Peter Gade
- 2000 -  Xia Xuanze
- 2001 -  Pullela Gopichand
- 2002 -  Chen Hong
- 2003 -  Muhammad Hafiz Hashim
- 2004 -  Lin Dan
- 2005 -  Chen Hong
- 2006 -  Lin Dan
- 2007 -  Lin Dan
- 2008 -  Chen Jin
- 2009 -  Lin Dan
- 2010 -  Lee Chong Wei
- 2011 -  Lee Chong Wei
- 2012 -  Lin Dan
- 2013 -  Chen Long
- 2014 -  Lee Chong Wei
- 2015 -  Chen Long
- 2016 -  Lin Dan
- 2017 -  Lee Chong Wei
- 2018 -  Shi Yuqi
- 2019 -  Kento Momota
- 2020 -  Viktor Axelsen
- 2021 -  Lee Zii Jia
- 2022 -  Viktor Axelsen
- 2023 -  Li Shifeng
- 2024 -  Jonatan Christie

### Damsingel
- 1899 - Ingen tävlan
- 1900 -  Ethel Thomson
- 1901 -  Ethel Thomson
- 1902 -  Muriel Lucas
- 1903 -  Ethel Thomson
- 1904 -  Ethel Thomson
- 1905 -  Ethel Thomson
- 1906 -  Ethel Thomson
- 1907 -  Ethel Thomson
- 1908 -  Ethel Thomson
- 1909 -  Ethel Thomson
- 1910 -  Ethel Thomson
- 1911 -  Margaret Larminie
- 1912 -  Margaret (Larminie) Rivers Tragett
- 1913 -  Lavinia C. Radeglia
- 1914 -  Lavinia C. Radeglia
- 1915-1919 - Inställt på grund av första världskriget
- 1920 -  Kathleen McKane
- 1921 -  Kathleen McKane
- 1922 -  Kathleen McKane
- 1923 -  Lavinia C. Radeglia
- 1924 -  Kathleen McKane
- 1925 -  Margaret (McKane) Stocks
- 1926 -  F.G. Barrett
- 1927 -  F.G. Barrett
- 1928 -  Margaret (Larminie) Rivers Tragett
- 1929 -  F.G. Barrett
- 1930 -  F.G. Barrett
- 1931 -  F.G. Barrett
- 1932 -  Leoni Kingsbury
- 1933 -  Alice Woodroffe
- 1934 -  Leoni Kingsbury
- 1935 -  Betty Uber
- 1936 -  Thelma Kingsbury
- 1937 -  Thelma Kingsbury
- 1938 -  Daphne Young
- 1939 -  Dorothy Walton
- 1940-1946 - Inställt på grund av andra världskriget
- 1947 -  Marie Ussing
- 1948 -  Kirsten Thorndahl
- 1949 -  Aase Schiøtt Jacobsen
- 1950 -  Tonny (Olsen) Ahm
- 1951 -  Aase Schiøtt Jacobsen
- 1952 -  Tonny (Olsen) Ahm
- 1953 -  Marie Ussing
- 1954 -  Judy Devlin
- 1955 -  Margaret Varner
- 1956 -  Margaret Varner
- 1957 -  Judy Devlin
- 1958 -  Judy Devlin
- 1959 -  Heather Ward
- 1960 -  Judy Devlin
- 1961 -  Judy (Devlin) Hashman
- 1962 -  Judy (Devlin) Hashman
- 1963 -  Judy (Devlin) Hashman
- 1964 -  Judy (Devlin) Hashman
- 1965 -  Ursula Smith
- 1966 -  Judy (Devlin) Hashman
- 1967 -  Judy (Devlin) Hashman
- 1968 -  Eva Twedberg
- 1969 -  Hiroe Yuki
- 1970 -  Etsuko Takenaka
- 1971 -  Eva Twedberg
- 1972 -  Noriko Nakayama
- 1973 -  Margaret Beck
- 1974 -  Hiroe Yuki
- 1975 -  Hiroe Yuki
- 1976 -  Gillian (Perrin) Gilks
- 1977 -  Hiroe Yuki
- 1978 -  Gillian (Perrin) Gilks
- 1979 -  Lene Køppen
- 1980 -  Lene Køppen
- 1981 -  Hwang Sun-ai
- 1982 -  Zhang Ailing
- 1983 -  Zhang Ailing
- 1984 -  Li Lingwei
- 1985 -  Han Aiping
- 1986 -  Kim Yun-ja
- 1987 -  Kirsten Larsen
- 1988 -  Gu Jiaming
- 1989 -  Li Lingwei
- 1990 -  Susi Susanti
- 1991 -  Susi Susanti
- 1992 -  Tang Jiuhong
- 1993 -  Susi Susanti
- 1994 -  Susi Susanti
- 1995 -  Lim Xiaoqing
- 1996 -  Bang Soo-hyun
- 1997 -  Ye Zhaoying
- 1998 -  Ye Zhaoying
- 1999 -  Ye Zhaoying
- 2000 -  Gong Zhichao
- 2001 -  Gong Zhichao
- 2002 -  Camilla Martin
- 2003 -  Zhou Mi
- 2004 -  Gong Ruina
- 2005 -  Xie Xingfang
- 2006 -  Xie Xingfang
- 2007 -  Xie Xingfang
- 2008 -  Tine Rasmussen
- 2009 -  Wang Yihan
- 2010 -  Tine Rasmussen
- 2011 -  Wang Shixian
- 2012 -  Li Xuerui
- 2013 -  Tine Rasmussen
- 2014 -  Wang Shixian
- 2015 -  Carolina Marín
- 2016 -  Nozomi Okuhara
- 2017 -  Tai Tzu-ying
- 2018 -  Tai Tzu-ying
- 2019 -  Chen Yufei
- 2020 -  Tai Tzu-ying
- 2021 -  Nozomi Okuhara
- 2022 -  Akane Yamaguchi
- 2023 -  An Se-young
- 2024 -  Carolina Marín

### Herrdubbel
- 1899 -  D. Oakes/Stewart Marsden Massey
- 1900 -  H.L. Mellersh/F.S. Collier
- 1901 -  H.L. Mellersh/F.S. Collier
- 1902 -  H.L. Mellersh/F.S. Collier
- 1903 -  Stewart Marsden Massey/E.L. Huson
- 1904 -  Albert Davis Prebble/Henry Norman Marrett
- 1905 -  C.T.J. Barnes/Stewart Marsden Massey
- 1906 -  Henry Norman Marrett/George Alan Thomas
- 1907 -  Albert Davis Prebble/Norman Wood
- 1908 -  Henry Norman Marrett/George Alan Thomas
- 1909 -  Frank Chesterton/Albert Davis Prebble
- 1910 -  Henry Norman Marrett/George Alan Thomas
- 1911 -  P.D. Fitton/Ernest Edward Shedden Hawthorn
- 1912 -  Henry Norman Marrett/George Alan Thomas
- 1913 -  Frank Chesterton/George Alan Thomas
- 1914 -  Frank Chesterton/George Alan Thomas
- 1915-1919 - Inställt på grund av första världskriget
- 1920 -  Archibald Engelbach/Raoul du Roveray
- 1921 -  George Alan Thomas/Frank Hodge
- 1922 -  Guy A. Sautter/ Frank Devlin
- 1923 -  Frank Devlin/Gordon "Curly" Mack
- 1924 -  George Alan Thomas/Frank Hodge
- 1925 -  Herbert Uber/A.K. Jones
- 1926 -  Frank Devlin/Gordon "Curly" Mack
- 1927 -  Frank Devlin/Gordon "Curly" Mack
- 1928 -  George Alan Thomas/Frank Hodge
- 1929 -  Frank Devlin/Gordon "Curly" Mack
- 1930 -  Frank Devlin/Gordon "Curly" Mack
- 1931 -  Frank Devlin/Gordon "Curly" Mack
- 1932 -  Donald C. Hume/Raymond M. White
- 1933 -  Donald C. Hume/Raymond M. White
- 1934 -  Donald C. Hume/Raymond M. White
- 1935 -  Donald C. Hume/Raymond M. White
- 1936 -  Leslie Nichols/Ralph Nichols
- 1937 -  Leslie Nichols/Ralph Nichols
- 1938 -  Leslie Nichols/Ralph Nichols
- 1939 -  Tom H. Boyle/James L. Rankin
- 1940-1946 - Inställt på grund av andra världskriget
- 1947 -  Tage Madsen/Poul Holm
- 1948 -  Preben Dabelsteen/Børge Frederiksen
- 1949 -  Ooi Teik Hock/Teoh Seng Khoon
- 1950 -  Jørn Skaarup/Preben Dabelsteen
- 1951 -  David E.L. Choong/Eddy Choong
- 1952 -  David E.L. Choong/Eddy Choong
- 1953 -  David E.L. Choong/Eddy Choong
- 1954 -  Ooi Teik Hock/Ong Poh Lim
- 1955 -  Finn Kobberø/Jørgen Hammergaard Hansen
- 1956 -  Finn Kobberø/Jørgen Hammergaard Hansen
- 1957 -  Joseph C. Alston/ Heah Hock Aun
- 1958 -  Erland Kops/Poul Erik Nielsen
- 1959 -  Lim Say Hup/Teh Kew San
- 1960 -  Finn Kobberø/Poul Erik Nielsen
- 1961 -  Finn Kobberø/Jørgen Hammergaard Hansen
- 1962 -  Finn Kobberø/Jørgen Hammergaard Hansen
- 1963 -  Finn Kobberø/Jørgen Hammergaard Hansen
- 1964 -  Finn Kobberø/Jørgen Hammergaard Hansen
- 1965 -  Ng Boon Bee/Tan Yee Khan
- 1966 -  Ng Boon Bee/Tan Yee Khan
- 1967 -  Henning Borch/Erland Kops
- 1968 -  Henning Borch/Erland Kops
- 1969 -  Henning Borch/Erland Kops
- 1970 -  Tom Bacher/Poul Petersen
- 1971 -  Ng Boon Bee/Punch Gunalan
- 1972 -  Christian Hadinata/Ade Chandra
- 1973 -  Christian Hadinata/Johan Wahjudi
- 1974 -  Tjun Tjun/Johan Wahjudi
- 1975 -  Tjun Tjun/Johan Wahjudi
- 1976 -  Bengt Fröman/Thomas Kihlström
- 1977 -  Tjun Tjun/Johan Wahjudi
- 1978 -  Tjun Tjun/Johan Wahjudi
- 1979 -  Tjun Tjun/Johan Wahjudi
- 1980 -  Tjun Tjun/Johan Wahjudi
- 1981 -  Rudy Heryanto/Hariamanto Kartono
- 1982 -  Razif Sidek/Jalani Sidek
- 1983 -  Thomas Kihlström/Stefan Karlsson
- 1984 -  Rudy Heryanto/Hariamanto Kartono
- 1985 -  Kim Moon-soo/Park Joo-bong
- 1986 -  Kim Moon-soo/Park Joo-bong
- 1987 -  Li Yongbo/Tian Bingyi
- 1988 -  Li Yongbo/Tian Bingyi
- 1989 -  Lee Sang-bok/Park Joo-bong
- 1990 -  Kim Moon-soo/Park Joo-bong
- 1991 -  Li Yongbo/Tian Bingyi
- 1992 -  Rudy Gunawan/Eddy Hartono
- 1993 -  Jon Holst-Christensen/Thomas Lund
- 1994 -  Rudy Gunawan/Bambang Suprianto
- 1995 -  Rexy Mainaky/Ricky Subagja
- 1996 -  Rexy Mainaky/Ricky Subagja
- 1997 -  Ha Tae-kwon/Kang Kyung-jin
- 1998 -  Lee Dong-soo/Yoo Yong-sung
- 1999 -  Tony Gunawan/Candra Wijaya
- 2000 -  Ha Tae-kwon/Kim Dong-moon
- 2001 -  Tony Gunawan/Halim Haryanto
- 2002 -  Ha Tae-kwon/Kim Dong-moon
- 2003 -  Sigit Budiarto/Candra Wijaya
- 2004 -  Martin Lundgaard Hansen/Jens Eriksen
- 2005 -  Fu Haifeng/Cai Yun
- 2006 -  Martin Lundgaard Hansen/Jens Eriksen
- 2007 -  Koo Kien Keat/Tan Boon Heong
- 2008 -  Jung Jae-sung/Lee Yong-dae
- 2009 -  Fu Haifeng/Cai Yun
- 2010 -  Lars Paaske/Jonas Rasmussen
- 2011 -  Mathias Boe/Carsten Mogensen
- 2012 -  Jung Jae-sung/Lee Yong-dae
- 2013 -  Liu Xiaolong/Qiu Zihan
- 2014 -  Mohammad Ahsan/Hendra Setiawan
- 2015 -  Mathias Boe/Carsten Mogensen
- 2016 -  Vladimir Ivanov/Ivan Sozonov
- 2017 -  Marcus Fernaldi Gideon/Kevin Sanjaya Sukamuljo
- 2018 -  Marcus Fernaldi Gideon/Kevin Sanjaya Sukamuljo
- 2019 -  Mohammad Ahsan/Hendra Setiawan
- 2020 -  Hiroyuki Endo/Yuta Watanabe
- 2021 -  Hiroyuki Endo/Yuta Watanabe
- 2022 -  Muhammad Shohibul Fikri/Bagas Maulana
- 2023 -  Fajar Alfian/Muhammad Rian Ardianto
- 2024 -  Fajar Alfian/Muhammad Rian Ardianto

### Damdubbel
- 1899 -  Muriel Lucas/Mary Violet Graeme
- 1900 -  Muriel Lucas/Mary Violet Graeme
- 1901 -  Daisey St. John/E. Moseley
- 1902 -  Ethel Thomson/Muriel Lucas
- 1903 -  Mabel Hardy/Dorothea K. Douglass
- 1904 -  Ethel Thomson/Muriel Lucas
- 1905 -  Ethel Thomson/Muriel Lucas
- 1906 -  Ethel Thomson/Muriel Lucas
- 1907 -  G.L. Murray/Muriel Lucas
- 1908 -  G.L. Murray/Muriel Lucas
- 1909 -  G.L. Murray/Muriel Lucas
- 1910 -  Mary K. Bateman/Muriel Lucas
- 1911 -  Alice Gowenlock/Dorothy Cundall
- 1912 -  Alice Gowenlock/Dorothy Cundall
- 1913 -  Hazel Hogarth/Mary K. Bateman
- 1914 -  Margaret (Larminie) Rivers Tragett/Eveline Grace Peterson
- 1915-1919 - Inställt på grund av första världskriget
- 1920 -  Lavinia C. Radeglia/Violet Elton
- 1921 -  Kathleen McKane/Margaret McKane
- 1922 -  Margaret (Larminie) Rivers Tragett/Hazel Hogarth
- 1923 -  Margaret (Larminie) Rivers Tragett/Hazel Hogarth
- 1924 -  Kathleen McKane/Margaret (McKane) Stocks
- 1925 -  Margaret (Larminie) Rivers Tragett/Hazel Hogarth
- 1926 -  A.M. Head/Violet Elton
- 1927 -  Margaret (Larminie) Rivers Tragett/Hazel Hogarth
- 1928 -  F.G. Barrett/Violet Elton
- 1929 -  F.G. Barrett/Violet Elton
- 1930 -  F.G. Barrett/Violet Elton
- 1931 -  Marion Horsley/Betty Uber
- 1932 -  F.G. Barrett/Leoni Kingsbury
- 1933 -  Marjorie Bell/Thelma Kingsbury
- 1934 -  Marjorie (Bell) Henderson/Thelma Kingsbury
- 1935 -  Marjorie (Bell) Henderson/Thelma Kingsbury
- 1936 -  Marjorie (Bell) Henderson/Thelma Kingsbury
- 1937 -  Betty Uber/Diana Doveton
- 1938 -  Betty Uber/Diana Doveton
- 1939 -  Ruth Dalsgaard/Tonny Olsen
- 1940-1946 - Inställt på grund av andra världskriget
- 1947 -  Tonny (Olsen) Ahm/Kirsten Thorndahl
- 1948 -  Tonny (Olsen) Ahm/Kirsten Thorndahl
- 1949 -  Betty Uber/Queenie Allen
- 1950 -  Tonny (Olsen) Ahm/Kirsten Thorndahl
- 1951 -  Tonny (Olsen) Ahm/Kirsten Thorndahl
- 1952 -  Tonny (Olsen) Ahm/Aase Schiøtt Jacobsen
- 1953 -  Iris Cooley/June White
- 1954 -  Sue Devlin/Judy Devlin
- 1955 -  Iris Cooley/June White
- 1956 -  Sue Devlin/Judy Devlin
- 1957 -  Anni Hammergaard Hansen/Kirsten Thorndahl
- 1958 -  Margaret Varner/ Heather Ward
- 1959 -  Iris (Cooley) Rogers/June (White) Timperley
- 1960 -  Sue Devlin/Judy Devlin
- 1961 -  Sue (Devlin) Peard/ Judy (Devlin) Hashman
- 1962 -  Judy (Devlin) Hashman/ Tonny Holst-Christensen
- 1963 -  Sue (Devlin) Peard/ Judy (Devlin) Hashman
- 1964 -  Karin Jørgensen/Ulla Rasmussen
- 1965 -  Karin Jørgensen/Ulla (Rasmussen) Strand
- 1966 -  Sue (Devlin) Peard/ Judy (Devlin) Hashman
- 1967 -  Imre Rietveld/ Ulla (Rasmussen) Strand
- 1968 -  Minarni/Retno Koestijah
- 1969 -  Margaret Boxall/Sue (Pound) Whetnall
- 1970 -  Margaret Boxall/Sue (Pound) Whetnall
- 1971 -  Noriko Takagi/Hiroe Yuki
- 1972 -  Machiko Aizawa/Etsuko Takenaka
- 1973 -  Machiko Aizawa/Etsuko Takenaka
- 1974 -  Margaret Beck/Gillian (Perrin) Gilks
- 1975 -  Machiko Aizawa/Etsuko Takenaka
- 1976 -  Gillian (Perrin) Gilks/Sue (Pound) Whetnall
- 1977 -  Etsuko (Takenaka) Toganoo/Emiko Ueno
- 1978 -  Atsuko Tokuda/Mikiko Takada
- 1979 -  Verawaty Wiharjo/Imelda Wigoena
- 1980 -  Gillian (Perrin) Gilks/Nora (Gardner) Perry
- 1981 -  Nora (Gardner) Perry/Jane Webster
- 1982 -  Lin Ying/Wu Dixi
- 1983 -  Xu Rong/Wu Jianqiu
- 1984 -  Lin Ying/Wu Dixi
- 1985 -  Han Aiping/Li Lingwei
- 1986 -  Chung Myung-hee/Hwang Hye-young
- 1987 -  Chung Myung-hee/Hwang Hye-young
- 1988 -  Chung So-young/Kim Yun-ja
- 1989 -  Chung Myung-hee/Chung So-young
- 1990 -  Chung Myung-hee/Hwang Hye-young
- 1991 -  Chung So-young/Hwang Hye-young
- 1992 -  Lin Yanfen/Yao Fen
- 1993 -  Chung So-young/Gil Young-ah
- 1994 -  Chung So-young/Gil Young-ah
- 1995 -  Gil Young-ah/Jang Hye-ock
- 1996 -  Ge Fei/Gu Jun
- 1997 -  Ge Fei/Gu Jun
- 1998 -  Ge Fei/Gu Jun
- 1999 -  Chung Jae-hee/Ra Kyung-min
- 2000 -  Ge Fei/Gu Jun
- 2001 -  Gao Ling/Huang Sui
- 2002 -  Gao Ling/Huang Sui
- 2003 -  Gao Ling/Huang Sui
- 2004 -  Gao Ling/Huang Sui
- 2005 -  Gao Ling/Huang Sui
- 2006 -  Gao Ling/Huang Sui
- 2007 -  Zhang Yawen/Wei Yili
- 2008 -  Lee Hyo-jung/Lee Kyung-won
- 2009 -  Zhang Yawen/Zhao Tingting
- 2010 -  Du Jing/Yu Yang
- 2011 -  Wang Xiaoli/Yu Yang
- 2012 -  Tian Qing/Zhao Yunlei
- 2013 -  Wang Xiaoli/Yu Yang
- 2014 -  Wang Xiaoli/Yu Yang
- 2015 -  Bao Yixin/Tang Yuanting
- 2016 -  Misaki Matsutomo/Ayaka Takahashi
- 2017 -  Chang Ye-na/Lee So-hee
- 2018 -  Kamilla Rytter Juhl/Christinna Pedersen
- 2019 -  Chen Qingchen/Jia Yifan
- 2020 -  Yuki Fukushima/Sayaka Hirota
- 2021 -  Mayu Matsumoto/Wakana Nagahara
- 2022 -  Nami Matsuyama/Chiharu Shida
- 2023 -  Kim So-yeong/Kong Hee-yong
- 2024 -  Baek Ha-na/Lee So-hee

### Mixeddubbel
- 1899 -  D. Oakes/Daisey St. John
- 1900 -  D. Oakes/Daisey St. John
- 1901 -  F.S. Collier/E.M. Stawell-Brown
- 1902 -  L.U. Ransford/E. Moseley
- 1903 -  George Alan Thomas/Ethel Thomson
- 1904 -  Henry Norman Marrett/Dorothea K. Douglass
- 1905 -  Henry Norman Marrett/Hazel Hogarth
- 1906 -  George Alan Thomas/Ethel Thomson
- 1907 -  George Alan Thomas/G.L. Murray
- 1908 -  Norman Wood/Muriel Lucas
- 1909 -  Albert Davis Prebble/Dora Boothby
- 1910 -  Guy A. Sautter/Dorothy Cundall
- 1911 -  George Alan Thomas/Margaret Larminie
- 1912 -  Ernest Edward Shedden Hawthorn/Hazel Hogarth
- 1913 -  Guy A. Sautter/M.E. Mayston
- 1914 -  George Alan Thomas/Hazel Hogarth
- 1915-1919 - Inställt på grund av första världskriget
- 1920 -  George Alan Thomas/Hazel Hogarth
- 1921 -  George Alan Thomas/Hazel Hogarth
- 1922 -  George Alan Thomas/Hazel Hogarth
- 1923 -  Gordon "Curly" Mack/ Margaret (Larminie) Rivers Tragett
- 1924 -  Frank Devlin/ Kathleen McKane
- 1925 -  Frank Devlin/ Kathleen McKane
- 1926 -  Frank Devlin/ Eveline Grace Peterson
- 1927 -  Frank Devlin/ Eveline Grace Peterson
- 1928 -  Albert Edward Harbot/Margaret (Larminie) Rivers Tragett
- 1929 -  Frank Devlin/ R.J. Horsley
- 1930 -  Herbert Uber/Betty Uber
- 1931 -  Herbert Uber/Betty Uber
- 1932 -  Herbert Uber/Betty Uber
- 1933 -  Donald C. Hume/Betty Uber
- 1934 -  Donald C. Hume/Betty Uber
- 1935 -  Donald C. Hume/Betty Uber
- 1936 -  Donald C. Hume/Betty Uber
- 1937 -  Ian Maconachie/ Thelma Kingsbury
- 1938 -  Raymond M. White/Betty Uber
- 1939 -  Ralph Nichols/Bessie M. Staples
- 1940-1946 - Inställt på grund av andra världskriget
- 1947 -  Poul Holm/Tonny (Olsen) Ahm
- 1948 -  Jørn Skaarup/Kirsten Thorndahl
- 1949 -  Clinton Stephens/Patsey Stephens
- 1950 -  Poul Holm/Tonny (Olsen) Ahm
- 1951 -  Poul Holm/Tonny (Olsen) Ahm
- 1952 -  Poul Holm/Tonny (Olsen) Ahm
- 1953 -  David E.L. Choong/ June White
- 1954 -  John Best/Iris Cooley
- 1955 -  Finn Kobberø/Kirsten Thorndahl
- 1956 -  Tony Jordan/June (White) Timperley
- 1957 -  Finn Kobberø/Kirsten Thorndahl
- 1958 -  Tony Jordan/June (White) Timperley
- 1959 -  Poul Erik Nielsen/Inge Birgit Hansen
- 1960 -  Finn Kobberø/Kirsten (Thorndahl) Granlund
- 1961 -  Finn Kobberø/Kirsten (Thorndahl) Granlund
- 1962 -  Finn Kobberø/Ulla Rasmussen
- 1963 -  Finn Kobberø/Ulla Rasmussen
- 1964 -  Tony Jordan/Jennifer Pritchard
- 1965 -  Finn Kobberø/Ulla (Rasmussen) Strand
- 1966 -  Finn Kobberø/Ulla (Rasmussen) Strand
- 1967 -  Svend Pri/Ulla (Rasmussen) Strand
- 1968 -  Tony Jordan/Sue Pound
- 1969 -  Roger Mills/Gillian Perrin
- 1970 -  Per Walsøe/Pernille Mølgaard Hansen
- 1971 -  Svend Pri/Ulla (Rasmussen) Strand
- 1972 -  Svend Pri/Ulla (Rasmussen) Strand
- 1973 -  Derek Talbot/Gillian (Perrin) Gilks
- 1974 -  David Eddy/Sue (Pound) Whetnall
- 1975 -  Elliott C. Stuart/Nora Gardner
- 1976 -  Derek Talbot/Gillian (Perrin) Gilks
- 1977 -  Derek Talbot/Gillian (Perrin) Gilks
- 1978 -  Mike Tredgett/Nora (Gardner) Perry
- 1979 -  Christian Hadinata/Imelda Wigoena
- 1980 -  Mike Tredgett/Nora (Gardner) Perry
- 1981 -  Mike Tredgett/Nora (Gardner) Perry
- 1982 -  Martin Dew/Gillian (Perrin) Gilks
- 1983 -  Thomas Kihlström/ Nora (Gardner) Perry
- 1984 -  Martin Dew/Gillian (Perrin) Gilks
- 1985 -  Billy Gilliland/ Nora (Gardner) Perry
- 1986 -  Park Joo-bong/Chung Myung-hee
- 1987 -  Lee Deuk-choon/Chung Myung-hee
- 1988 -  Wang Pengren/Shi Fangjing
- 1989 -  Park Joo-bong/Chung Myung-hee
- 1990 -  Park Joo-bong/Chung Myung-hee
- 1991 -  Park Joo-bong/Chung Myung-hee
- 1992 -  Thomas Lund/Pernille Dupont
- 1993 -  Jon Holst-Christensen/Grethe Mogensen
- 1994 -  Nick Ponting/Joanne Wright
- 1995 -  Thomas Lund/Marlene Thomsen
- 1996 -  Park Joo-bong/Ra Kyung-min
- 1997 -  Liu Yong/Ge Fei
- 1998 -  Kim Dong-moon/Ra Kyung-min
- 1999 -  Simon Archer/Joanne Goode
- 2000 -  Kim Dong-moon/Ra Kyung-min
- 2001 -  Zhang Jun/Gao Ling
- 2002 -  Kim Dong-moon/Ra Kyung-min
- 2003 -  Zhang Jun/Gao Ling
- 2004 -  Kim Dong-moon/Ra Kyung-min
- 2005 -  Nathan Robertson/Gail Emms
- 2006 -  Zhang Jun/Gao Ling
- 2007 -  Zheng Bo/Gao Ling
- 2008 -  Zheng Bo/Gao Ling
- 2009 -  He Hanbin/Yu Yang
- 2010 -  Zhang Nan/Zhao Yunlei
- 2011 -  Xu Chen/Ma Jin
- 2012 -  Tontowi Ahmad/Lilyana Natsir
- 2013 -  Tontowi Ahmad/Lilyana Natsir
- 2014 -  Tontowi Ahmad/Lilyana Natsir
- 2015 -  Zhang Nan/Zhao Yunlei
- 2016 -  Praveen Jordan/Debby Susanto
- 2017 -  Lu Kai/Huang Yaqiong
- 2018 -  Yuta Watanabe/Arisa Higashino
- 2019 -  Zheng Siwei/Huang Yaqiong
- 2020 -  Praveen Jordan/Melati Daeva Oktavianti
- 2021 -  Yuta Watanabe/Arisa Higashino
- 2022 -  Yuta Watanabe/Arisa Higashino
- 2023 -  Zheng Siwei/Huang Yaqiong
- 2024 -  Zheng Siwei/Huang Yaqiong

### Webbkällor
- ”History” (på engelska). All England Open Badminton Championships. Arkiverad från originalet den 20 april 2014. https://web.archive.org/web/20140420135548/http://www.allenglandbadminton.com/the-championships/history/. Läst 24 april 2014.
- ”All England Open Badminton Championships: Previous Winners” (på engelska) (PDF). Badminton England. Arkiverad från originalet den 6 november 2013. https://web.archive.org/web/20131106002949/http://www.badmintonengland.co.uk/core/core_picker/download.asp?documenttable=libraryfiles&id=2457&log_stat=0. Läst 24 april 2014.